# 삼신산
삼신산(三神山)은 한국에서 금강산, 지리산, 한라산을 부르는 말이다.
또한 중국에서는 발해만 동쪽에 있다는 봉래산(蓬萊山) · 방장산(方丈山) · 영주산(瀛洲山)을 가리켜 삼신산이라고 부르는데, 진시황과 한무제가 불로장생의 명약을 구하기 위하여 이 곳으로 동남동녀 수천 명을 보냈다고 전해진다. 이와 같이 삼신산이 해동에 있다는 설을 삼신재해동설(三神在海東說)이라고 한다.

## 중국의 삼신산
중국의 삼신산 전설에 따르면, 삼신산들이 발해(渤海: 발해만?)의 동쪽으로 몇 억만리나 떨어진 곳에, 밑바닥이 없는 골짜기인 귀허(歸墟)의 개울 속에 있는데, 그 산들은 주위가 3만리이고 꼭대기는 너비가 사방 9천리이며, 산과 산 사이가 7만리나 떨어져 있다. 그 정상에 선인(仙人)들이 살고 있는 어전(御殿)이 있고 주변에 불로불사(不老不死)의 과일나무가 있다. 그리고 선인들은 산과 산 사이를 하루 몇 번씩이나 날아다닌다.

## 한국의 삼신산
중국의 삼신산 전설에 등장하는 삼신산이 조선(朝鮮)에 있다고 믿는 신앙이 일찍부터 한국에 있었다. 조선은 3방(三方)이 모두 밑이 없는 깊은 바다이며 그 땅에 백두산(白頭山)의 천지(天池)가 있고 그 산정의 대(臺)가 넓다는 것이다. 또 그런 산이 셋 있는데 금강산이 봉래산, 지리산이 방장산, 한라산이 영주산이라는 것이다. 이 산들 위에는 때때로 신의 이적(異蹟)이 있다고 믿었다.

## 같이 보기
- 삼신

## 참고 문헌
- 이 문서에는 다음커뮤니케이션(현 카카오)에서 GFDL 또는 CC-SA 라이선스로 배포한 글로벌 세계대백과사전의 내용을 기초로 작성된 글이 포함되어 있습니다.